# Mátyás Pirity
Mátyás Pirity (28. prosince 1911, Szentes – 17. května 2003, Budapešť) byl maďarský stíhací pilot bojující na straně Finska v zimní válce.

## Biografie
Narodil se roku 1911 ve městě Szentes v župě Csongrád-Csanád. Již v mladém věku se stal jedním z nejvšestrannějších maďarských pilotů stíhaček a dopravních letadel. Zasloužil se o maďarské vzdušné vítězství v bitvě nad Sobranci v roce 1939. Během finsko–sovětské války, tzv. zimní války, se jako důstojník maďarského letectva v záloze přihlásil (společně s Vilmosem Békássym) na finskou výzvu o pomoc a dne 16. prosince 1939 vstoupil do finského letectva. Byl přidělen k 26. stíhací peruti finského letectva. Letka patřila k 2. leteckému pluku, jehož velení bylo v Prole u Hämeenlinny. Po příjezdu podepsal smlouvu, ve které se zavázali sloužit šest měsíců, anebo až do konce války. Mezi 15. únorem a 13. březnem 1940 absolvoval se svým letounem typu FA-1 Fiat G.50 celkem 22 bojových misí, při jedné z nich poškodil sovětský bombardér. Dne 24. března 1940 mu finský polní maršál Carl Gustaf Emil Mannerheim ve svém denním rozkazu č. 38 poděkoval za obětavý boj zahraničních dobrovolníků při obraně Finska. Po návratu do Maďarského království létal pro Magyar Légiforgalmi Rt. (MALERT). V poslední fázi druhé světové války byl pilotem letadla s vyjednávací delegací o (neúspěšném) odchodu Maďarska z války. Po návratu domů ze sovětského zajetí byl prohlášen za nežádoucího. Kvůli své vojenské službě na straně Finska v zimní válce proti SSSR byl po roce 1948 propuštěn z maďarsko–sovětské společnosti civilního letectví MASzOVLET a před pronásledováním uprchl s rodinou do Rakouska. Během ceremonie, která se konala na finském velvyslanectví v Budapešti dne 17. února 1990, mu tehdejší finský velvyslanec Risto Hyvärinen předal válečnou pamětní medaili. Od roku 1993 žil v Budapešti, kde také dne 17. května 2003 ve věku 91 let zemřel. Je pohřben na Kerepesi temető.

## Ocenění
- Finsko: letecká medaile Honoris Causa (24. únor 1940)
- Finsko: válečná pamětní medaile (1990)
- Dne 22. září 2015 byla za přítomnosti zástupců maďarské armády a vlády, finského velvyslanectví a finských ozbrojených sil odhalena pamětní deska v rodném městě Szentes.[2]